# جيمس باركر (سياسي أمريكي)
جيمس باركر (بالإنجليزية: James Parker)‏ هو سياسي أمريكي، ولد في 1768 في بوسطن في الولايات المتحدة، وتوفي في 9 نوفمبر 1837 في غاردينر في الولايات المتحدة. حزبياً، نشط في الحزب الجمهوري الديمقراطي. وقد انتخب عضو مجلس النواب الأمريكي.